# روز کارگر (رمان)
روز کارگر (به انگلیسی: Labor Day) رمان تربیتی به نویسندگی جویس مینارد، که در سال ۲۰۰۹ منتشر شده است. در سال ۲۰۱۳، فیلم روز کارگر که اقتباسی از همین رمان بود، با بازی کیت وینسلت و جاش برولین منتشر که با نقدهای مختلفی از سوی منتقدان مواجه شد.